# Jean Lugeon
Jean-Frédéric Lugeon (Chevilly (Vaud), 4 de agosto de 1898 — Lausanne, 21 de fevereiro de 1976), meteorologista suíço. Estudou engenharia civil na École polytechnique fédérale de Lausanne onde recebeu diploma de engenheiro civil em 1922. Em 1928 doutorou-se na ETH Zurich. De 1940 a 1968 foi professor de meteorologia, a partir de 1948 professor adjunto na ETH Zurich. Fundador da Union Radio-Scientifique International, desenvolveu, com Guido Nobile, um radiogoniógrafo para localização a longa distância de trovoadas e para investigação da ionosfera, tendo aperfeiçoado novos métodos de previsão do tempo. Recebeu um doutoramento honorário da Universidade Técnica de Varsóvia.

## Biografia
Em 1922 graduou-se em engenharia pela Universidade de Lausanne. Em seguida, começou a trabalhar no Instituto Suíço de Meteorologia, onde nos anos de 1945-1963 foi diretor.
Em 1927, com base em uma tese sobre o balanço hidráulico de barragens de acumulação, obteve o doutorado em ciências técnicas, especializando-se em hidráulica e hidrologia.
A fim de obter as melhores medições para completar o mapa meteorológico, em 1928 ele organizou uma expedição ao Mont Blanc. Nos anos 1929-1935 foi vice-diretor e depois diretor do Instituto Nacional de Meteorologia da Polônia.
Em 1932, ele organizou uma expedição polar polonesa à Ilha dos Ursos.
Em 1936 ele retornou à Suíça, onde assumiu o cargo de chefe do Serviço Meteorológico Suíço. Em 1939, organizou e liderou o lançamento dos dois primeiros balões com sondas de Zuriberg. Em 1942 tornou-se presidente do grupo de trabalho de radiossonda da Comissão de Instrumentos da Organização Meteorológica Internacional em Payerne.
Em 1950 e 1956, ele comparou com sucesso as duas primeiras gravações de radiossonda.
Em 1951, graças ao trabalho e esforços principalmente de J.F.Lugeon, Genebra foi escolhida como sede da Organização Meteorológica Internacional. Ele foi co-organizador da expedição sueco-finlandesa-suíça à Baía de Murchison em Spitzbergen.
J.F.Lugeon foi o fundador, então presidente e membro honorário do Comitê Nacional Suíço da URSI (Union Radio-Scientifique Internationale). Nos anos 1932-1963 foi o presidente da Comissão de Eletricidade Atmosférica.
Em 1946 tornou-se professor titular da Politécnica de Zurique.
Foi agraciado com o título de doutor honoris causa pela Universidade de Tecnologia de Varsóvia 1957[3].
O professor Jean Frédéric Lugeon faleceu em 1976[1].